# Antennetraject
Een antennetraject is een reis waarbij men twee keer langs hetzelfde station komt.
Een voorbeeld is: Van Arnhem naar Veenendaal v.v. Omdat er geen rechtstreekse treinen rijden van Arnhem naar Maarn v.v, moet er overgestapt worden op Driebergen-Zeist. 

## Toegestaan
Volgens de NS-regels is het niet toegestaan om twee keer langs hetzelfde station te reizen. Op de hierboven genoemde reizen is het echter niet anders mogelijk, en daarom is hiervoor een uitzondering gemaakt. Een reiziger van Arnhem naar Veenendaal v.v. legt twee keer het traject Maarn-Driebergen-Zeist af, maar betaalt daar niet voor. 
Wil je een station enkel voorbij reizen, omdat de reis dan sneller of comfortabeler is, dan moet een via-kaartje gekocht worden. Met de OV-Chipkaart moet dan op het via-station uit- en ingecheckt worden.

## Geen antennetraject
Is het twee keer gepasseerde station begin- of eindpunt van de reis, dan is dat geen antennetraject.
Dat is bijvoorbeeld het geval bij een reis van Schiedam Centrum via Rotterdam Centraal naar Den Haag, of andersom.
Een dergelijke reis is niet altijd toegestaan geweest zonder bijbetaling.
Zijn er geen stations op het dubbel afgelegde traject, dan spreekt men evenmin van een antennetraject.
Dit is onder andere het geval bij een reis Holten - Deventer - Zutphen.
Het deel tussen Deventer Aansluiting en Deventer, ca 2,5 km, wordt dubbel afgelegd, maar er is geen kortere reisweg.
De reiziger betaalt de extra kilometers (tweemaal de lengte van het dubbel afgelegde traject).
Een merkwaardige situatie bestaat op het traject Amersfoort Centraal-Barneveld Noord. Hoewel er een station op deze lijn ligt (Hoevelaken), geldt dit traject, ter lengte van ongeveer 16 km, voor de tarifering als twee onafhankelijke spoorlijnen: Amersfoort Centraal-Apeldoorn en Amersfoort Centraal-Hoevelaken-Barneveld. De treinen van Amersfoort naar Apeldoorn v.v. stoppen niet in Hoevelaken en voor een reis van Apeldoorn naar Hoevelaken moet het traject Hoevelaken-Amersfoort Centraal dubbel betaald worden.